# Morro Bay
Morro Bay és una població dels Estats Units a l'estat de Califòrnia. Segons el cens del 2000 tenia 10.350 habitants.

## Demografia
Segons el cens del 2000, Morro Bay tenia 10.350 habitants, 4.986 habitatges, i 2.612 famílies. La densitat de població era de 774,4 habitants/km².
Dels 4.986 habitatges en un 16,7% hi vivien nens de menys de 18 anys, en un 40,5% hi vivien parelles casades, en un 8,3% dones solteres, i en un 47,6% no eren unitats familiars. En el 38% dels habitatges hi vivien persones soles el 16,4% de les quals corresponia a persones de 65 anys o més que vivien soles. El nombre mitjà de persones vivint en cada habitatge era de 2,04 i el nombre mitjà de persones que vivien en cada família era de 2,65.
Per edats la població es repartia de la següent manera: un 15,1% tenia menys de 18 anys, un 8,4% entre 18 i 24, un 25,4% entre 25 i 44, un 26,8% de 45 a 60 i un 24,2% 65 anys o més.
L'edat mediana era de 46 anys. Per cada 100 dones de 18 o més anys hi havia 89,8 homes.
La renda mediana per habitatge era de 34.379 $ i la renda mediana per família de 43.508 $. Els homes tenien una renda mediana de 31.073 $ mentre que les dones 25.576 $. La renda per capita de la població era de 21.687 $. Entorn del 8,1% de les famílies i el 13% de la població estaven per davall del llindar de pobresa.

## Poblacions més properes
El següent diagrama mostra les poblacions més properes.